# لوثر هاميلتون هولتون
لوثر هاميلتون هولتون هو شخصية أعمال وسياسي كندي، ولد في 22 يناير 1817، وتوفي في 14 مارس 1880 في أوتاوا في كندا. نشط حزبياً في الحزب الليبرالي الكندي وحزب كيبيك الليبرالي. وقد انتخب عضو الجمعية الوطنية في كيبك ‏ وانتخب عضو مجلس العموم الكندي.